# Martti Ahtisaari
Martti Oiva Kalevi Ahtisaari (finskt uttal: [mɑrtːi oiʋɑ kɑleʋi ɑhtisɑːri] ( lyssna)), född 23 juni 1937 i Viborg i Karelen (då tillhörande Finland, nu Ryssland), död 16 oktober 2023 i Helsingfors, var en finländsk diplomat och statsman. Han var republiken Finlands tionde president 1994–2000.
Ahtisaari tilldelades 2008 Nobels fredspris för sitt arbete som FN:s chefsförhandlare i frågan om Kosovos självständighet, samt för sina övriga insatser för att lösa internationella konflikter.
Ahtisaari fördes fram som presidentkandidat av socialdemokraterna, och besegrade Elisabeth Rehn i den andra och avgörande omgången i presidentvalet 1994. På presidentposten efterträdde han Mauno Koivisto (1923–2017), och han efterträddes i sin tur år 2000 av Tarja Halonen (född 1943).

## Biografi

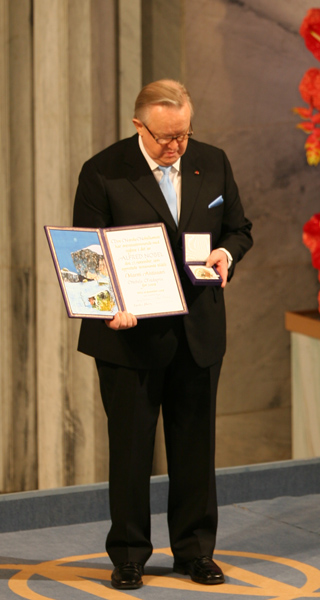
Nobels fredspris 2008.

Martti Ahtisaaris heraldiska vapen (här i utförande som riddare av Serafimerorden).

Fadern var underofficer och härstammade från en norsk släkt. Ahtisaaris farfars farfar Adolf Olaus Jacobsen och farfarsfar Julius Marenius Adolfsen flyttade 1872 till Finland från Tistedalen i Østfold. Ahtisaaris farfar Frank använde faderns patronymikon Adolfsen som släktnamn och Ahtisaaris far Oiva tog 1937 det finska efternamnet Ahtisaari som ansågs vara bättre än det skandinaviska.
Efter att 1956 ha tagit studentexamen utbildade Ahtisaari sig till folkskollärare. Han arbetade 1960–1963 i Pakistan för det svenska u-landsbiståndsorganet SIDA. Han anställdes 1965 vid Finlands utrikesministeries nyinrättade u-hjälpsbyrå och avancerade 1972 till biträdande avdelningschef.
År 1973 utnämndes han till ambassadör i Tanzania. År 1977 trädde han in i FN:s tjänst och blev år 1982 undergeneralsekreterare samt specialsändebud i Namibia. Åren 1984–1986 var han understatssekreterare för utvecklingssamarbetsfrågor vid utrikesministeriet och återvände 1987 till Namibia, där han ansvarade för de förhandlingar som ledde till landets självständighet 1990.
År 2000 grundade han Crisis Management Initiative, en oberoende, ideell förening som innovativt främjar och arbetar för en hållbar säkerhet i världen. CMI arbetar för att stärka det internationella samfundets förmåga till omfattande krishantering och konfliktlösning. Ahtisaari var också dess ordförande.
Martti Ahtisaari avled i Helsingfors den 16 oktober 2023. Ahtisaaris begravning ägde rum i Helsingfors domkyrka den 10 november 2023. Genast efter jordfästningen fördes Ahtisaaris kista till Sandudds begravningsplats. Begravningsföljet stannade vid Presidentens slott för några minuter. Samtidigt ringde alla kyrkklockor i Helsingfors för 45 minuter. Ahtisaaris jordfästning var öppet för allmänheten. Förutom den högsta statsledningen i Finland deltog också Sveriges kung Carl XVI Gustaf, Kosovos president Vjosa Osmani, Namibias president Hage Geingob och Tanzanias tidigare president Jakaya Kikwete i begravningen.
Posten hedrade Ahtisaaris minne med ett sorgemärke. Det svartvita frimärket har en bild av Ahtisaari och texten ”In Memoriam Martti Ahtisaari 1937–2023”. Utöver frimärket ges ut ett förstadagskuvert och en förstadagsstämpel. På kuvertet står det ”Fred är en fråga om vilja.”

## Utmärkelser
- 2008 – tilldelad Nobels fredspris.[10]
- 2008 – tilldelad  Geuzenpenning.[11]